# 아츠로이엔티
아츠로이엔티(Artsro Ent)는 대한민국의 연예기획사이다.

## 현재 소속 연예인
- 가수 송민경
- 가수 지세희
- 가수 강승연
- 아나운서 김선근
- 아나운서 김남희
- 아나운서 강지혜